# Reabotis immaculalis
Reabotis immaculalis är en fjärilsart som beskrevs av George Duryea Hulst 1898. Reabotis immaculalis ingår i släktet Reabotis och familjen nattflyn. Inga underarter finns listade.